# Lechnica
Lechnica (in ungherese Lehnic, in tedesco Lechnitz) è un comune della Slovacchia facente parte del distretto di Kežmarok, nella regione di Prešov.